# Мой старик
Мой старик (пол. Mój stary) — польский психологический фильм режиссёра Януша Насфетера 1962 года.

## Сюжет
Двенадцатилетний Павел Гжеля живёт с мамой в Варшаве. Он очень скучает по своему папе, который много лет назад покинул свою семью и уехал за границу. Сверстники постоянно насмехаются над Павлом и рассказывают о достижениях и подвигах своих отцов. Вскоре Павел узнает, что его отец был известным борцом в цирке. И вот папа возвращается...

## В ролях
- Тадеуш Вишневски — Павел Гжеля
- Адольф Дымша — Роман Гжеля, папа Павла
- Кристина Лубеньска — Марианна Гжеля, мама Павла
- Хелена Гроссувна — соседка
- Барбара Драпинская — соседка
- Лидия Корсакувна
- Анна Кшивицка — Анка
- Ванда Майерувна — соседка
- Веслав Михниковский — сосед
- Конрад Моравский — сосед
- Адам Павликовский